# Protographium zonaria
Protographium zonaria är en fjärilsart som först beskrevs av Butler 1869.  Protographium zonaria ingår i släktet Protographium och familjen riddarfjärilar.
Artens utbredningsområde är Haiti. Inga underarter finns listade i Catalogue of Life.